# Sytuacja prawna i społeczna osób LGBT w Gruzji

Tęczowa flaga – symbol społeczności LGBT

Tęczowa flaga w kształcie Gruzji

## Prawo wobec kontaktów homoseksualnych
Lesbijki, geje, osoby biseksualne i osoby transpłciowe mogą się spotkać w Gruzji z trudnościami, których nie spotykają osoby heteroseksualne. Kontakty homoseksualne, zarówno kobiet, jak i mężczyzn, są legalne w tym kraju od roku 2000, jednak rozwiązania prawne, np. dotyczące wspólnego gospodarstwa domowego, nie sprzyjają osobom LGBT+ tak jak osobom heteroseksualnym. Wiek przyzwolenia dla kontaktów homo- i heteroseksualnych jest równy i wynosi 16 lat.

### Historia
Kontakty homoseksualne pomiędzy dorosłymi mężczyznami zostały zakazane przez Józefa Stalina w 1933 i prawdopodobnie wiele osób ściganych sądownie na podstawie tego prawa zostało wysłanych do obozów koncentracyjnych na Syberii. Artykuł dotyczący tego prawa był również wykorzystywany przez władze sowieckie przeciwko ruchom dysydentów. Gruziński reżyser Siergiej Paradżanow został dwukrotnie skazany na karę pozbawienia wolności pod pretekstem uprawiania seksu analnego, kiedy jego dzieła zaczęły być zatrważająco dysydenckie dla sowieckich cenzorów filmowych. Po roku 1993, kiedy Gruzja była już niepodległa, nie wykorzystano tego artykułu ani razu w celu uwięzienia kogokolwiek. Dzięki członkostwu Gruzji w Radzie Europy w roku 2000 przyjęto nowy kodeks karny, nienawiązujący do homoseksualności w żadnym z artykułów.

## Ochrona prawna przed dyskryminacją
Od 2006 roku, zgodnie z nowym kodeksem pracy, dyskryminacja z powodu orientacji seksualnej jest w miejscu pracy zabroniona.

## Uznanie związków tej samej płci
W gruzińskim ustawodawstwie nie istnieje żadna prawna forma uznania związków jednopłciowych.
W roku 2016 została zorganizowana inicjatywa w sprawie referendum dotyczącego wpisania do Konstytucji Gruzji definicji małżeństwa jako „dobrowolnego związku mężczyzny i kobiety”. Inicjatorzy referendum zebrali pod wnioskiem 200 tys. podpisów, jednak inicjatywa została zawetowana przez prezydenta Giorgi Margwelaszwilego. Natomiast premier Gruzji Giorgi Kwirikaszwili wyraził poparcie dla poprawki zapowiedział, że planuje wprowadzenie jej do Konstytucji przez parlament po wyborach w październiku 2016 roku.
Od 2018 roku małżeństwa osób tej samej płci są konstytucyjnie zakazane, za małżeństwo uznany jest jedynie „związek kobiety i mężczyzny w celu założenia rodziny”. 

## Adopcja dzieci przez pary jednopłciowe
Pary jednopłciowe nie mają w Gruzji prawa do adopcji dzieci – zarówno tych z domu dziecka, jak i tych, których jedna z osób jest rodzicem biologicznym.

## Życie osób LGBT w kraju
Jeśli chodzi o kwestie społeczne, osoby homoseksualne to jedna z najbardziej nielubianych grup w społeczeństwie – do tego stopnia, że większość respondentów jako kolegę z pracy woli osobę uzależnioną od alkoholu niż osobę homoseksualną. Gruzińską prasę zalały teorie spiskowe ostrzegające ludność przed mafią pederastów. Jedyna organizacja w Gruzji, działająca na rzecz osób LGBT, zaczęła wydawać czasopismo Me Magazine w celu polepszenia wizerunku osób LGBT w mediach, jednak gruzińskie media na ogół cenzurują temat homoseksualności. W październiku 2007 jeden z uczestników programu Bar-4 dokonał publicznego coming outu. Po interwencji prezydenta Gruzji i Eliasza II został on usunięty z programu.